# Arboga Weckoblad (1867)
Arboga Weckoblad var en dagstidning med utgivning en dag i veckan från den 9 april 1867 till den 19 november  1867 .

## Historia
Utgivningsbevis för tidningen utfärdades för boktryckaren Emanuel Matthias Söderqvist 26 mars 1867
Tidningen trycktes hos Emanuel Söderqvist i Arboga med frakturstil och antikva. Redaktionen fanns också i Arboga. Tidningen kom ut på tisdagar med 4 sidor, ett dubbelvikt ark. Formatet var folioformat med tre spalter på satsytan 35,5 x 24,4 cm. Tidningen kostade fyra riksdaler riksmynt. Det finns 33 nr av tidningen bevarade i KB. Det är obekant om fler nummer kom ut.